# Упоров, Владимир Ефимович
Владимир Ефимович Упоров (1921—1980) — генерал-лейтенант Советской Армии, участник Великой Отечественной войны.

## Биография

Могила Упорова на Преображенском кладбище Москвы.

Владимир Ефимович Упоров родился в 1921 году в городе Алапаевске (ныне — Свердловская область). В 1939 году он был призван на службу в Рабоче-Крестьянскую Красную Армию. В 1940 году он окончил Московское военно-инженерное училище.
Участвовал в боях Великой Отечественной войны в составе инженерных частей на Западном, Юго-Западном, Сталинградском, Южном и 1-м Украинском фронтах. В составе группы генерала Кирпоноса осенью 1941 года прорывался из окружения под Киевом, был ранен в руку. Впоследствии командовал 79-м отдельным штурмовым инженерно-сапёрным батальоном. В июле 1944 года Упоров организовывал переправу советских частей через реку, невзирая на опасность для собственной жизни, лично руководил рейсами. За отличие во время этой переправы Упоров был представлен командованием к званию Героя Советского Союза, но вышестоящие инстанции снизили статус награды до ордена Красного Знамени. Во время последующего наступления Упоров участвовал в освобождении Ченстоховы, Пшедбужа и Радомско, за что возглавляемый им батальон получил почётное наименование «Ченстоховский». Также активно участвовал в штурме Берлина.
После окончания войны Упоров продолжил службу в Советской Армии. В 1948 году он окончил Военную академию имени М. В. Фрунзе. В 1960-е годы командовал инженерными войсками 3-й армии, входившей в состав Группы советских войск в Германии. Впоследствии Упоров был переведён в Московский военный округ, служил заместителем начальника, начальником инженерных войск округа. В 1972 году ему было присвоено воинское звание генерал-лейтенанта инженерных войск. В 1974—1975 годах занимал должность заместителя начальника инженерных войск Министерства обороны СССР, а последующие три года руководил Военно-инженерной академией имени В. В. Куйбышева. Внёс большой вклад в расширение социальной базы и учебного фонда академии. По словам сотрудника академии А. М. Слюсарева, был вынужден уйти в отставку по причине конфликта с рядом генералов и докторов наук.
5 мая 1975 года награждён чехословацким орденом Белого льва III степени.
Скончался 31 июля 1980 года, похоронен на Преображенском кладбище Москвы.